# Château-Gaillard (Ain)
Château-Gaillard – miejscowość i gmina we Francji, w regionie Owernia-Rodan-Alpy, w departamencie Ain.

## Demografia
Według danych na rok 2012 (styczeń) gminę zamieszkiwały 1933 osoby, a gęstość zaludnienia wynosiła 116,4 osób/km².